# Басс, Реймонд
Реймонд Басс (15 января 1910 года, Арканзас, США — 10 марта 1997 года) — бывший американский гимнаст, олимпийский чемпион. Бывший адмирал военно-морских сил США.

## Биография
Реймонд Басс родился 15 января 1910 года в штате Арканзас, США.
В молодости занимался борьбой, боксом, спортивной гимнастикой. Одним из его тренировочных упражнений в борьбе было лазание по канату. Его успехи в лазании были замечены тренером и он был включен в олимпийскую команду. Басс принимал участие в Олимпийских играх 1932, завоевав золотую медаль в лазании по канату. В 1932 году во время Олимпийских игр в Лос-Анджелесе использовался канат длиной 7,62 метра. Результат Реймонда Басса составил 6,7 секунды. Позже лазание по канату было исключено из Олимпийских игр.
После окончания в 1931 году Военно-морской академии, Бенни Басс до 1959 года служил в военно-морском флоте США, дослужившись до звания контр-адмирала. Однокурсники по Военно-морской академии прозвали Басса как «Бенни» из-за кажущегося сходства с профессиональным боксером Бенни Леонардом.
В годы Второй мировой войны Басс служил капитаном подводной лодки.
После выхода на пенсию работал консультантом в компании Bendix Corporation, а затем — брокером по недвижимости.
Бас умер 10 марта 1997 года в возрасте 87 лет в Калифорнии, США.

## Спортивные достижения
На летних Олимпийских играх 1932 в Лос-Анджелесе Реймонд Басс завоевал золотую медаль в лазании по канату. Лазание по канату, как одно из видов упражнений в спортивной гимнастике на Олимпийских играх 1932 проводилось в последний раз.

## Награды
- Персональная военная награда Военно-морского министерства США — Военно-морской крест
- Орден «Легион почёта»
- Серебряная звезда
- Бронзовая звезда